# 東急バス中延営業所
東急バス中延営業所（とうきゅうバスなかのぶえいぎょうしょ）は、かつて東京都品川区旗の台1-1-17にあった東京急行電鉄自動車部（現・東急バス）の営業所である。主に品川区および大田区方面の路線を所管していた。最寄り停留所は「中延営業所」で、営業所の略号は「N」を使用していた。

## 沿革

### 池上電気鉄道バス中延車庫
当営業所が東京急行電鉄の営業所として正式に開設されたのは戦後の1947年（昭和22年）6月25日と記録されているが、実際は戦前の池上電気鉄道に端を発する続く東急バス有数の古い営業所であった。

池上電気鉄道のバス部門は、1927年（昭和2年）9月9日に電車の未通区間の連絡をかねて五反田乗合自動車商会の鏑木悦三から権利を買収して開業した、五反田駅 - 中延（中延車庫前）間と平塚橋 - 馬込町（荏原町駅付近）の乗合自動車路線（1923年（大正12年）4月25日開業）を起源とする。この路線を所管した拠点こそ、当営業所の原点である。その後、下大崎川和線（現・東京丸子横浜線。通称中原街道）に沿って両端部を丸子渡および品川駅まで延長、さらにいくつかの支線を開通させた。
1934年（昭和9年）10月1日、池上電気鉄道は目黒蒲田電鉄（現・東急）に吸収合併され、中延車庫も目黒蒲田電鉄の乗合バス拠点となった。

### 目黒蒲田電鉄から大東急へ
1939年（昭和14年）10月1日、目黒蒲田電鉄は東京横浜電鉄を合併、中延営業所は東京横浜電鉄バス（同年10月16日に目黒蒲田電鉄が逆に東京横浜電鉄と改称）の拠点となる。

大東急発足直前には陸上交通事業調整法による旧東京市内路線の調整が行われ、この中には中延管下の路線も含まれていた。1942年（昭和17年）2月1日、五反田駅 - 品川駅間を一度は東京市電気局（現・東京都交通局）に譲渡した。
そして1942年5月1日、東京横浜電鉄は京浜電気鉄道、小田急電鉄を合併して東京急行電鉄（大東急）となる。中延営業所も大東急のバス営業所となるが、戦局の悪化、さらには1945年（昭和20年）4月から5月にかけての2度の空襲で沿線が焦土と化し、全路線が休止になるという壊滅的被害を受けた。

### 戦後・東京急行電鉄バス時代
1947年（昭和22年）、東京急行電鉄は中原街道沿いのバス路線の再開を決める。このとき、GHQの指導により、都営バスが共同運行の形で参入して東京都心への直通とすることになり、東急初の都営共管路線3路線の一つ、雪が谷線の運行が始まった。東急バスでは、この時に閉鎖まで続く形の中延営業所が開設されたとの解釈をしている。
1961年（昭和36年）4月15日、馬込循環線がワンマン運転に切り替えられる。東京急行電鉄はもちろん、東京都内の全路線バスを通じても初のワンマン運転として、大きな意義を持った。
1979年（昭和54年）、雪が谷線の共同運行が解消される。これにより中延営業所は規模を急速に縮小。多摩田園都市構想による神奈川県内路線の成長もあり、東京急行電鉄は経営資源を神奈川県内に振り向けたいとして中延営業所を廃止することになった。1981年（昭和56年）6月22日、立ち上げを翌日に控えた青葉台営業所と引き換えに中延営業所は廃止され、残った路線は荏原・瀬田・池上の各営業所に引き渡された。

## 廃止時の所管路線

### 雪が谷線
- （100→）東90：東京駅南口 - 京橋一丁目 - 新橋駅 - 大門 - 田町駅 - 品川駅 - 御殿山 - 五反田駅 - 平塚橋 - 中延営業所 - 洗足池 - 雪が谷 - 丸子橋（都営バス品川営業所と共同運行）
- 品90：品川駅 - 御殿山 - 五反田駅 - 中延営業所 - 洗足池 - 雪が谷 - 丸子橋
- 反10：五反田駅 - 中延営業所 - 洗足池 - 雪が谷 - 丸子橋

1947年（昭和22年）の開設と同時に都営バスとの共管で設定された。1979年（昭和54年）12月17日の都営バス第1次追加再編成で五反田駅を境に分断され、都営は東京駅八重洲口 - 五反田駅間の東90、東急は品川駅 - 丸子橋間の品90となり、五反田駅打ち切りの反10も設定された。

中延営業所廃止後は瀬田営業所へ移管されたが、並行して走る東急池上線に乗客が急速に流れ、反10が1984年（昭和59年）2月15日限りで廃止、品90も1989年（平成元年）3月31日限りで廃止された。都営単独で残った東90系統も1990年（平成2年）6月30日限りで廃止となり、現在は泉岳寺 - 品川駅 - 五反田駅の間だけが、都営バス反96系統として残っている。

### 遊園地線
- 玉11：二子玉川園前 - 明神池前 - 玉堤一丁目 - 多摩川園

1955年（昭和30年）の路線開業時から担当していたが、一時期瀬田営業所・日吉営業所所管を経て、営業所廃止まで再び担当営業所となっていた。雪が谷線と共に瀬田営業所へ移管、後に東急トランセ管理委託となり現在に至る。

### 上池上循環線
- 森06：大森駅→大森郵便局→池上営業所→池上駅→上池上→夫婦坂→馬込銀座→大森駅（右回り循環）
- 森07：大森駅←大森郵便局←池上営業所←池上駅←上池上←夫婦坂←馬込銀座←大森駅（左回り循環）

1958年（昭和33年）開設。当初は外回りが中延、内回りは池上営業所の担当だったが、後に両方向とも中延にまとめられた。閉鎖と同時に池上へ移管、同営業所の中核系統の一つとなっている。

### 馬込循環線
- 森08：大森駅→大森郵便局→馬込銀座→大森駅（右回り循環）

1955年立ち上げ。東急バスはもちろん、都内の全民間バスを通じて初となるワンマン運転を行った路線である（前述）。中延営業所廃止と同時に荏原営業所へ移管されたが、2010年（平成22年）4月1日付で池上営業所へ再度移管となり、現在に至る。

## 営業所閉鎖前に廃止・移管された路線

### 神奈川線
- 五反田駅 - 丸子橋 - 日吉駅 - 綱島駅 - 又口橋 - 六角橋 - 東神奈川駅 - 横浜駅西口

五反田と横浜駅西口の間を中原街道・綱島街道経由で結ぶ長距離路線として立ち上げられた。都内部分の五反田駅と丸子橋の間は雪が谷線と全く同一で、丸子橋から多摩川を渡り、（綱島街道） - 菊名駅 - （旧綱島街道） - 六角橋 - （横浜上麻生道路） - 横浜駅西口の経路で運行されていた。
1964年（昭和39年）までに分割が行われ、五反田駅 - 綱島駅と日吉駅 - 横浜駅西口の2系統になった。同時に日吉と横浜の間は、日吉営業所に移管された。

### 中原線
- 五反田駅 - 丸子橋 - 日吉駅 - 綱島駅 - 新横浜駅

1964年（昭和39年）10月1日の東海道新幹線新横浜駅開業に合わせて、神奈川線を短縮して誕生した。1970年（昭和45年）に丸子橋から先の神奈川県内部分が廃止され、雪が谷線に統合された。

なお五反田と横浜の間には、第二京浜国道経由の別ルートとして神明営業所担当の横浜線が、日吉と横浜の間にも途中のルートが異なる日吉営業所担当の浦島線が併せて存在した。横浜線は鶴見駅までに短縮された後、1981年（昭和56年）5月25日限りで廃止。川崎駅打ち切りの五反田線となっている。浦島線は1991年（平成3年）1月20日限りで東急が撤退、共同運行相手の横浜市営バス単独となった。

## 車両
共管相手の都営品川営業所が日野指定となったこともあり、中延営業所には日野自動車（ブルーリボン）が多く納車された。しかし、東京急行が昭和40年代まで最も懇意にしていた民生デイゼル工業→日産ディーゼル工業の車も少数ながら見られた。また、馬込循環線用としていすゞ自動車の中型車も配備されていた。
末期は日野製の大型車に統一され、BR10も配置されていたが、廃止後は全車が青葉台営業所へと転出している。